# Minár Gyula
Minár Gyula, Minár Gyula József (Budapest, 1895. február 5. – Budapest, Erzsébetváros, 1964. december 14.) magyar repülőgép pilóta, lakatos.

## Életpálya
Minár György cipész és Takács Julianna fiaként született. A magyar motoros repülés a Rákosmezőn indult meg. Elsők között telepedett meg a fa hangárvárosba. 1910 őszén került a rákosi repülők közé, mechanikus inasként kezdte. Repülőgép szerelő, egyike a magyar repülés úttörőinek. Létai András és testvérei által készített repülőgépek berepülő pilótája, aki ezzel a géppel tette le a pilótavizsgát. Ő lett a Magyar Aero Szövetség nyilvántartásában a 10. számú pilótaigazolvány tulajdonosa. 1923. november 11-én Rákospalotán házasságot kötött Deiszler Hajnalkával, Deiszler Anna lányával. 1942-ben Budapest III. kerületében feleségül vette Tuba Irént. Halálát keringési elégtelenség és cukorbajos bódulat okozta. Sírja a Rákospalotai temetőben áll.